# Santo Domingo
För andra betydelser, se Santo Domingo (olika betydelser).
Santo Domingo (formellt Santo Domingo de Guzmán) är huvudstaden i Dominikanska republiken och har ungefär 2,6 miljoner invånare. När staden uppfördes på 1490-talet blev den den nya världens första stad och grundades av Bartolomeo Columbus, bror till Christofer Columbus. 1586 attackerade Sir Francis Drake staden och lyckades till stor del att förstöra den. Återuppbyggnaden tog ansenlig tid i anspråk.
Diktatorn Rafael Trujillo döpte 1936 om staden efter sig själv till Ciudad Trujillo  men efter att hans son Ramfis Trujillo störtades 1961 återfick den sitt gamla namn.
1990 blev Santo Domingo uppsatt på Unescos världsarvslista.

## Stad och storstadsområde
Centrala Santo Domingo utgörs av kommunen Santo Domingo de Guzmán. Denna kommun utgör även hela distriktet Distrito Nacional, som är på samma administrativa nivå som landets provinser. Detta område hade 965 040 invånare vid folkräkningen 2010, på en yta av 104,44 km².
Fram till den 16 oktober 2001 bestod Distrito Nacional av ett större område än vad som nu är fallet, men delades då upp i det nuvarande Distrito Nacional och en omgivande provins, Santo Domingo. Distriktet och provinsen utgör tillsammans regionen Ozama. Detta område hade 3 339 410 invånare 2010, på en yta av 1 400,79 km². Ungefär 77 procent av regionens befolkning bodde i Santo Domingos centralort vid folkräkningen 2010. Andra stora orter i regionen är Los Alcarrizos och Boca Chica. Sammanhängande bebyggelse sträcker sig även längs kusten in i provinsen San Cristóbal i väster, med bland annat orterna Bajos de Haina och San Gregorio de Nigua, och även staden San Cristóbal ligger i närheten.

## Kända personer
- Roberto Hernández, tidigare känd som Fausto Carmona, basebollspelare[3]
- Pedro Martínez, basebollspelare (från förorten Manoguayabo)[4]
- Plácido Polanco, basebollspelare[5]
- Albert Pujols, basebollspelare[6]
- Manny Ramírez, basebollspelare[7]
- Oscar de la Renta, designer
- Adélaïde de La Rochefoucauld, fransk hovfunktionär

### Fotnoter
1. 1 2 3 4 5   Oficina Nacional de Estadística; IX Censo Nacional de Población y Vivienda, Informe Básico. (pdf-fil) Arkiverad 31 oktober 2012 hämtat från the Wayback Machine. Läst 8 juli 2012.
2. 1 2  Mi País Geografía; República Dominicana, Provincias de la República Dominicana
3. ↑  ”Fausto Carmona” (på engelska). Major League Baseball. http://mlb.mlb.com/team/player.jsp?player_id=433584. Läst 8 november 2011.
4. ↑  ”Pedro Martinez” (på engelska). Major League Baseball. http://mlb.mlb.com/team/player.jsp?player_id=118377. Läst 8 november 2011.
5. ↑  ”Placido Polanco” (på engelska). Major League Baseball. http://mlb.mlb.com/team/player.jsp?player_id=135784. Läst 8 november 2011.
6. ↑  ”Albert Pujols” (på engelska). Major League Baseball. http://mlb.mlb.com/team/player.jsp?player_id=405395. Läst 8 november 2011.
7. ↑  ”Manny Ramirez” (på engelska). Major League Baseball. http://mlb.mlb.com/team/player.jsp?player_id=120903. Läst 8 november 2011.